# Aextra
Aextra ist eine Schweizer Mundart-Musikband.

## Bandgeschichte
Die vierköpfige Gruppe aus Thun im Kanton Bern entstand im Jahr 2000 und wird bei Liveauftritten durch zwei weitere Musiker ergänzt. Die bei Sony BMG Music Entertainment unter Vertrag stehende Band spielt mehrheit Rockmusik und hat unter dem Columbia-Label bisher drei Alben veröffentlicht, mit denen sie jeweils in die Schweizer Hitparade gelangte. Bekannt ist Aextra allerdings vor allem für ihre Liveauftritte. Nebst unzähligen eigenen Konzerte in der Schweiz zählen hierzu auch verschiedene Auftritte an Open Airs wie das Open Air Hoch-Ybrig, das Open Air Gampel oder das Brienzersee Rockfestival.

## Diskografie

### Alben
- Aextra – (2002)
- Aecht – (2005)
- Himmu & Höll – (2008)